# Farol da Ponta do Pargo
Der Farol da Ponta do Pargo ist ein Leuchtturm, der sich in Ponta do Pargo auf der portugiesischen Insel Madeira im Madeira-Archipel befindet.
Der Leuchtturm befindet sich an der westlichen Spitze der Insel auf einer Höhe von 290 Metern und wurde am 5. Juni 1922 in Betrieb genommen. Der Turm ist 14 Meter hoch.
Der Leuchtturm wurde 1989 mit Energie aus dem öffentlichen Netz elektrifiziert und 1999 von der Regionalregierung zum Kulturerbe von lokalem Wert eingestuft.
Im Jahr 2001 wurde ein kleines Leuchtturmmuseum eingerichtet.
2017 war der Leuchtturm von Ponta do Pargo mit 14.232 Besuchern der meistbesuchte Leuchtturm Portugals.
Eine Gedenktafel erinnert seit 2018 an den 261 km entfernten theoretischen Nullpunkt der Schweizer Landeskoordinaten LV95 (E=0, N=0): 2600 km westlich und 1200 südlich von Bern.